# Gerhart Husserl
Gerhart Adolf Husserl (geb. 22. Dezember 1893 in Halle (Saale); gest. 8. September 1973 in Freiburg im Breisgau) war ein deutsch-amerikanischer Jurist und Rechtsphilosoph. Er war der Sohn des Philosophen Edmund Husserl, des Begründers der Phänomenologie, die ihn tief beeinflusste.

## Leben
Gerhart Husserl war ältester Sohn von Edmund und Malvine Husserl und verbrachte seine Kindheit in Halle. Er wurde protestantisch erzogen, beide Eltern waren vor ihrer Heirat zum Protestantismus konvertiert. In Folge des Rufs seines Vaters an die Georg-August-Universität, zog die Familie im September 1901 nach Göttingen um, wo Husserl das Gymnasium besuchte und das Abitur absolvierte.
Husserl begann 1912 sein rechtswissenschaftliches Studium an der Universität Göttingen und wechselte 1913 auf die Universität Leipzig.
Zusammen mit seinem zwei Jahre jüngeren Bruder Wolfgang meldete sich Gerhart Hussel am 2. August 1914 freiwillig beim Göttinger Infanterieregiment. Sein Bruder und er wurden der 3. Kompanie des Reserve-Infanterie-Regiment 234 zugeteilt, das im Oktober 1914 vor Ypern kämpfte. Sein Bruder fiel vor Verdun am 8. März 1916. Im Frühjahr 1917 wurde Husserl am Kopf so schwer verwundet, dass eine Trepanation der Hirnschale zur Entfernung der Granatsplitter erforderlich war. Nach vielmonatiger Behandlung im Lazarett wurde er als nur garnisondienstfähig eingestuft und dem Ersatzbataillon Kassel als Gerichtsoffizier zugeteilt.
Im Frühjahr 1918 „ging Gerhart Husserl wieder freiwillig ins Feld“. Am 30. September 1918 wurde er ein zweites Mal durch Kopfschuss verwundet und verlor die Sehkraft des linken Auges. Trotz einer „immer wieder verzögerten Rekonvaleszenz“ gelang es ihm, seine juristische Ausbildung durchzuführen. Er absolvierte 1918 die erste juristische Staatsprüfung. Im Frühjahr 1921 wurde er an der Albert-Ludwigs-Universität Freiburg mit seiner unveröffentlichten Arbeit „Der Begriff der Geltendmachung des Anspruches und die §§ 1000-1003 BGB“ promoviert.
Husserl habilitierte sich am 22. Juli 1924 mit seiner Arbeit „Rechtskraft und Rechtsgeltung. Eine rechtsdogmatische Untersuchung“ in Bonn und wurde am 18. November 1926 als Professor für Römisches und Bürgerliches Recht und Zivilprozess nach Kiel berufen. Im Jahrzehnt nach seiner Habilitation befasste er sich vor allem mit rechtsphänomenologischen Arbeiten.
Am 25. April 1933 wurde Gerhart Husserl aufgrund seiner jüdischen Abstammung gemäß dem nationalsozialistischen Berufsbeamtengesetz beurlaubt und am 29. Oktober unter Aufhebung der Beurlaubung nach Göttingen versetzt. Die Mehrheit der Kollegen dort aber lehnten Husserl ab und verfassten ein Papier der Ablehnung, wo sie ihn als „reinen Phänomenologen“ und „Nichtarier“ brandmarkten, sodass der Minister ihn zum 1. Mai 1934 an die Universität Frankfurt am Main, die damals als „Sammelbecken für nichtarische Professoren“ vorgesehen war, erneut versetzt. Da er an beiden Universitäten seine Lehrtätigkeit nicht hatte aufnehmen können, wurde er am 1. April 1935 „freiwillig“ emeritiert. Er wurde zum 31. Dezember 1935 auf Grundlage der Nürnberger Gesetze in den Ruhestand versetzt und im Februar 1936 wurde ihm die Lehrerlaubnis entzogen. Husserl wanderte im Oktober darauf in die Vereinigten Staaten aus, wo er 1941 die amerikanische Staatsbürgerschaft annahm.
Von 1938 bis 1940 war Gerhart Husserl Gastprofessor an der University of Virginia und von 1940 bis 1948 ordentlicher Professor an der „National University Law School“ in Washington, D.C., wo er amerikanisches Recht lehrte. 1946 bis 1947 war er in der Rechtsabteilung der Militärregierung in Berlin unter General Clay, 1948 bis 1952 im amerikanischen auswärtigen Dienst in Berlin und Frankfurt unter John Jay McCloy tätig. Von 1952 bis 1953 war er Gastprofessor in Köln. 1954 wurde er von der Freiburger Rechtsfakultät zum Honorarprofessor für Rechtsvergleichung und angloamerikanisches Recht ernannt. Auf seine Initiative ging die Gründung des „Arbeitskreises für Fragen der Juristenausbildung e.V.“ zurück, dessen Arbeitsstätte in Freiburg er dann geleitete.

## Schriften
- Rechtskraft und Rechtsgeltung: Eine Rechtsdogmatische Untersuchung (Berlin 1925)
- „Recht und Welt“ in: Festschrift für Edmund Husserl, Halle: Max Niemeyer, 1929. Rechtsphilosophische Abhandlungen, Frankfurt a. M. 1964.
- Der Rechtsgegenstand, rechtslogische Studien zu einer Theorie des Eigentums (Berlin 1933)
- „Justice“ in: International Journal of Ethics, vol. 47, 1937.
- „Reform des deutschen Rechtsstudiums“ (Juristenzeitung Heft 14/15, 1953, S. 453–456 und 1956, S. 634–637)
- Recht und Zeit: Fünf rechtsphilosophische Essays. (Frankfurt 1955) Enthält: „Recht und Zeit“, „Erfahrung des Rechts“, „Objektivität im Recht“, „Recht und Prozeß“, „Opfer, Unrecht und Strafe“
- Die Ausbildung der deutschen Juristen. Darstellung, Kritik und Reform (Tübingen 1960)
- Person, Sache, Verhalten – zwei phänomenologische Studien (Frankfurt a. M. 1969)